# نصيف
هو مكيال إسلامي يستعمل في الوزن والكيل أثناء العصور الإسلامية.
النصيف قيل يساوي نصف مد وقيل هو النصف من كل شيء .

## المصدر
عن كتاب حقيقة الدينار والدرهم والصاع والمد لأبي العباس أحمد العزفي السبتي